# Choose Your Own Adventure

Cave of Time, первая книга серии

Choose Your Own Adventure (рус. Выбери себе приключение) — серия детских книг-игр, впервые опубликованная Bantam Books между 1979—1998 годами, и ныне выходящая в издательстве Chooseco. Каждая история написана от второго лица, где игрок выступает в роли протагониста и должен выбирать нужное со своей точки зрения действие, влияющее на дальнейшее прохождение. «Выбери себе приключение» одна из самых популярных детских серий с 1980-х по 90-е годы, так, начиная с 1979 года было продано более 250 миллионов экземпляров книг, а также осуществлён перевод более чем на 38 языков, включая русский.

## Формат
После предисловия читателю даётся возможность выбрать первые шаги для главного героя книги. Например, в «Пещере времени» в начале предстоит выбор из двух пунктов:
Если вы хотите вернуться домой, идите на страницу 4.
Если вы хотите подождать, идите на страницу 5.
После того, как читатель сделал свой выбор, начинается сама история, в течение которой необходимо множество раз определяться с действиями, и заканчивающаяся множеством различных концовок.
Существует несколько типов возможных концовок книги:
- Обычно одно, иногда несколько, наиболее выгодное окончание, полностью раскрывающее сюжет.
- Концовки, заканчивающиеся смертью персонажа, его друзей или всех вместе, а также очень плохая концовка, в результате ошибочного выбора читателя.
- Прочие концовки не полностью раскрывающие сюжет (могут быть как относительно положительные, так и относительно отрицательные)
- Иногда читатель попадает в так называемую петлю, возвращаясь по кругу к одной и той же странице. Выход в такой ситуации — это начать читать заново.
- В одной из книг — Inside UFO 54-40, по сюжету необходимо было достичь рая, но ни один из возможных переходов в книге не приводил к нужному параграфу, хотя в самом тексте таковой имелся. Пройти книгу-игру можно было лишь обманным путём.

Ранние книги позволяли читателю бо́льшую свободу действий, так, например, выбирать, будет ли стучащий в дверь незнакомец добрым или злым, однако, позднее в книгах оставили выбор действий только самого игрока.
По мере расширения серии длина историй увеличивалась, а выбор концовок, наоборот, уменьшался. Самые
первые книги содержали до 40 возможных финалов, в то время как последние не более восьми. Действия некоторых книг разворачивались в историческом антураже, например, в книге Spy for George Washington («Шпион для Джорджа Вашингтона»), или сюжет содержал политическую окраску, присущую времени выхода книги, как в Fight for Freedom («Борьба за свободу»), где читателю предлагалась роль американского студента, отправляющегося в Южную Африку времён апартеида (в Fight for Freedom было замечание о том, что книга поможет просветить читателя о несправедливости режима апартеида и даст надежду на новую Южную Африку).

## История создания
В 1969 году, сочиняя сказки на ночь для своих детей, Эдвард Паккард написал книгу Sugarcane Island («Остров Сахарного тростника»), ставшую прототипом классических книг серии Choose Your Own Adventure. Агентство Вильяма Морриса, куда обратился Паккард, выслало рукопись нескольким ведущим издателям, но отовсюду она была возвращена. В 1976 Паккард обратился в Vermont Crossroads Press (VCP), зная про их творческие и инновационные книги для детей, для публикации своей книги. Р. А. Монтгомери, соучредитель VCP, создавший несколько ролевых игр для Корпуса мира, МакГроу-Хилл и Эдисоновского электротехнического института в начале 70-х, увидел большой потенциал нового формата. Он предложил создать серию и назвать её The Adventures of You («Ваши приключения»). После публикации «Острова Сахарного тростника», Publishers Weekly назвала его «оригинальной и хорошо выполненной идеей».
Позднее, Эдвард Паккард покинул Crossroads Press и опубликовал две интерактивные книги в издательстве Lippincott в 1977 и 1978 годах, не имевшие успеха у читателей. Монтгомери же продолжил оригинальную серию The Adventures of You в Crossroads Press своей книгой Journey Under the Sea («Путешествие на дно моря») в 1977. С приходом некоторой известности в прессе в 1978 году Р. А. Монтгомери предложил свою серию издательству Bantam Books, интересовавшееся в то время созданием у себя подразделения по детским книгам. Монтгомери подписал контракт с Bantam Books на шесть книг в 1978 году и пригласил Паккарда и другого писателя из VCP — Дуга Термана для совместного создания новых книг. Терман написал By Balloon to the Sahara («На воздушном шаре по Сахаре») — третью книгу в оригинальной серии, а после полностью перешёл к написанию успешных геополитических триллеров.
Р. А. Монтгомери и Эдвард Паккард в общей сложности создали 60 книг из первоначальной серии Choose Your Own Adventure и подсерий для маленьких читателей. Около тридцати других авторов так же работало над другими книгами в «Выбери себе приключение».
После первоначального коммерческого успеха, Choose Your Own Adventure в 1980-х была расширена сериями Which Way (с перепечатанным «Островом Сахарного тростника»), Zork и Time Mashine. В 1988 году издательством Berkley Books выпущена серия Narnia Solo Games, основанная на вселенной Клайва Стейплза Льюиса «Хроники Нарнии», расширив формат, привнеся ролевые элементы, такие как игральный кубик и система характеристик игрока (на страницах были напечатаны стороны кубика и читатель, открывая в произвольном порядке любую из них, мог играть без самого кубика).

## Издания в России
Выпуском книг в России с 1995 по 1998 годы по лицензии занималось издательство «Радуга». Всего вышло 15 книг, рисунки и обложки использовались как из оригинальных изданий (в 1995 году) так и нарисованные российскими художниками.
- Тайна заброшенного замка (The Mystery of Chimney Rock), Эдвард Паккард
- Путешествие на дно моря (Journey Under the Sea), Р. А. Монтгомери
- За рулем (Behind the Wheel), Р. А. Монтгомери
- Похищены! (Hijacked!), Ричард Брайтфилд
- Пещера времени (The Cave of Time), Эдвард Паккард
- Луна-Парк для смельчаков (Daredevil Park), Сара и Спенсер Комптон
- В поезде с вампирами (Vampire Express), Тони Кольтц
- Каньон разбойников (Outlaw Gulch), Рэмси Монтгомери
- Ты — миллионер (You Are a Millionaire), Джей Либолд
- Место преступления (Scene of the Crime), Дуг Уилхелм
- Великий волшебник (Magic Master), Эдвард Паккард
- Остров динозавров (Dinosaur Island), Эдвард Паккард
- Секрет ниндзя (Secret of the Ninja), Джей Либолд
- Викинги — завоеватели (Viking Raiders), Эдвард Паккард
- Пришельцы из космоса (Invaders from Within), Эдвард Паккард

## Экранизация
Роусон Маршалл Тербер выбран на пост режиссёра для экранизации серии детских книг «Выбери себе приключение». Сценарий широкоэкраной адпатации напишут Роберт Бен Гарант и Томас Леннон («Ночь в музее»)
.